# Нкуфо, Блез
Блез Нкуфо (фр. Blaise Nkufo; родился 25 мая 1975 года, Киншаса, Заир) — швейцарский футболист, нападающий. Выступал за сборную Швейцарии.

## Карьера
Выступал за нидерландский «Твенте» и 6 сезонов подряд становился лучшим бомбардиром клуба (2003—2009).
4 марта 2010 года американский клуб «Сиэтл Саундерс» объявил, что подписал контракт с Нкуфо и его переход состоится в предстоящее летнее трансферное окно. Его дебют в MLS состоялся 25 июля 2010 года в матче против «Колорадо Рэпидз». 18 сентября 2010 года в матче против «Коламбус Крю» он забил свои первые голы в североамериканской лиге, оформив хет-трик, за что был назван игроком недели в MLS. 15 марта 2011 года «Сиэтл Саундерс» и Нкуфо расторгли контракт по взаимному согласию сторон.
28 марта 2011 года Блез Нкуфо объявил о завершении футбольной карьеры.
Впервые был включён в заявку сборной Швейцарии на чемпионате мира только в возрасте 35 лет на чемпионат мира 2010 года в ЮАР.

## Достижения
- Чемпион Нидерландов (1): 2009/10
- Обладатель Открытого кубка США (1): 2010